# Otto Meyerhof
Otto Fritz Meyerhof (ur. 12 kwietnia 1884 w Hanowerze w Niemczech, zm. 6 października 1951 w Filadelfii w USA) – niemiecki fizjolog i biochemik, laureat Nagrody Nobla w 1922 roku.

## Życiorys
Pochodził z zamożnej rodziny żydowskiej. Studiował medycynę w Berlinie, następnie biochemię w Strasburgu i Heidelbergu. Od 1912 roku pracował na Uniwersytecie w Kilonii (od 1918 roku na stanowisku profesora) oraz wykładał na swojej uczelni macierzystej – Uniwersytecie w Heidelbergu. Był dyrektorem fizjologii w Instytucie Biologii Cesarza Wilhelma w Berlinie oraz dyrektorem badań w Instytucie Biologii w Paryżu.
W obawie przed nazizmem wyjechał w roku 1938 do Paryża, a dwa lata później do USA, gdzie był gościnnym profesorem Uniwersytetu Pensylwanii w Filadelfii.
Zajmował się przemianami energetycznymi i chemicznymi w tkankach, zwłaszcza w mięśniach. Odkrył zależność między zużyciem tlenu a wytwarzaniem kwasu mlekowego w mięśniach, za co w 1922 roku został uhonorowany Nagrodą Nobla, jednocześnie z Archibaldem Vivianem Hillem, który niezależnie od Meyerhofa również prowadził badania nad procesami energetycznymi w mięśniach.